# Run This Town
Run This Town ist ein Lied aus dem Jahr 2009 des US-amerikanischen Rappers Jay-Z, das in Zusammenarbeit mit Kanye West und Rihanna, der gemeinsam mit No I.D. die Produktion übernahm, entstand. Es wurde als zweite Single aus Jay-Z's elftem Studioalbum The Blueprint 3 veröffentlicht.
Im Januar 2010 gewann das Lied einen People’s Choice Award in der Kategorie "Favorite Music Collaboration". Außerdem erhielt es zwei Grammy Awards in den Kategorien "Best Rap Song" und "Best Rap/Sung Collaboration". Somit bekam Jay-Z seinen zehnten, Kanye West seinen vierzehnten und Rihanna ihren dritten Grammy Award.

## Hintergrund
Run This Town sampled das Lied Someday in Athens der griechischen Band The 4 Levels of Existence. Die zweite offizielle Single des Albums sollte eigentlich Off That featuring Drake sein, wurde aber letztendlich zu Run This Town mit Rihanna und Kanye West geändert, wie von Jay-Z in einem Interview mit Tim Westwood bestätigt wurde: „Wir koppeln Run This Town aus. Es besteht aus mir, Rihanna und Kanye.“ Der Song hatte sein Radiodebüt am 24. Juli um 9:11 in den USA. Die offizielle Single wurde am 11. August 2009 bei iTunes veröffentlicht. Es wurde offiziell auf Urban Radio in der Woche vom 9. August 2009 freigegeben. In Großbritannien wurde es am 31. August 2009 veröffentlicht. Rihannas Beitrag war ihr erster musikalischer Auftritt nach ihrer gewalttätigen Auseinandersetzung vom 8. Februar mit ihrem Ex-Freund Chris Brown. Anzumerken ist, dass die Album-Version des Songs ein etwas schnelleres Tempo als die Single-Version hat.
Am 20. Juli 2010 wurde die Instrumentalversion des Liedes von E.S. Posthumus offiziell auf US-iTunes veröffentlicht.

## Kritische Rezeption
Run This Town erhielt verschiedene Kritikerstimmen. About.com ist der Ansicht, dass Jay-Z's Präsenz und sein Schreibstil fehle.
Pitchfork Media lobte allerdings das Lied und sagte, dass für jeden etwas dabei sei.
Digital Spy sagte: „Drei der größten Stars aus der Welt des Hip-Hop und R&B auf einem Lied. Run This Town wird nie als Flop gehandelt, es ist ein voller Erfolg. Kanyes Rap ("Reebok baby, you need to try some new things, have you ever had shoes without shoestrings?") und Rihannas "hey-hey" Refrain machen Jay-Z's Rap überflüssig, was sicherlich nicht das Ziel gewesen war. Die chaotischen, militärischen Marsch-Beats sind beeindruckend. Aber auch dieser Song scheint immer noch nicht für eine Rap-Legende auszureichen.“

## Musikvideo
Das Video wurde am 6. August 2009 im Fort Totten Park in New York City unter der Regie von Anthony Mandler gedreht. Es wurde das erste Mal am 19. August 2009 bei MTV Germany gezeigt. Es zeigt Menschen, die Masken tragen und Fackeln halten. Rihanna nimmt am Anfang eine Art Bandana von ihrem Mund und beginnt das Intro zu singen, während im Park um sie herum Explosionen starten. Dann singt Jay-Z die zweite Strophe in einer tempelähnlichen Umgebung. Die meiste Zeit des Videos sieht man das Trio auf einer kleinen Plattform mit einem Mob um sie herum. Kanye West singt seine Verse in einer Höhle, in der nur eine Fackel als Lichtquelle zu sehen ist. Außerdem trägt er, wie Jay-Z und Rihanna, ebenfalls ein Bandana um seinen Kopf.

In den Vereinigten Staaten feierte das Video am 20. August seine Premiere auf MTV. In anderen Ländern feierte es ebenfalls Premiere auf deren MTV-Kanälen beziehungsweise im Internet. Anthony Mandler, der Regisseur des Videos, sagte: 

„There's a tone and feeling to the song, there's a militia, a march and a kind of rambunctious energy to it that, for me, I immediately wanted to tap into. I showed [Jay] some references from the classic rebellious zones of the world. We live in very orderly society in America, but when you get into Brazil, you get into the Middle East, you get into Africa, you get into Eastern Europe, when you get into places like that, there's a different sort of 'we run this town' [going on]. There's less order and more chaos. So we looked at a lot of those references, new photos and historical photos, to capture that kind of falling-apart feeling. We wanted you to feel uneasy throughout the piece. We wanted there to be a constant layer of tension through the piece. Even in the way I shot — where the camera comes by Jay, it doesn't stop on him, it goes to Rihanna — there's kind of this chaos of revealing and covering and concealing. And things happen offscreen that you don't see. I think people are really gonna flip on this.“

 Auf iTunes wurde das Video am 25. August 2009 veröffentlicht.
Es erreichte Platz 11 des BET's Notarized: Top 100 Videos of 2009 Countdowns.

## Liveauftritte
Jay-Z, Rihanna und West sangen Run This Town in der The Jay Leno Show am 14. September 2009.

## Kommerzieller Erfolg
Run This Town kletterte auf Platz drei in der dritten Woche seiner Chartpräsenz in den Billboard Hot 100, nachdem das Lied auf Platz 88 debütierte und in der zweiten Woche auf Platz 66 stieg. Das Lied erreichte insgesamt Platz 2. Es ist Jay-Z's zweithöchste Chartplatzierung in seiner Karriere als Leadsänger. Es wurden im November 2009 um die 1.437.573 Exemplare in den USA verkauft und im Mai 2010 über 2 Millionen Exemplare.
Es debütierte auch auf Platz 16 in den Irish Singles Charts, basierend allein auf Downloads und erreichte Platz vier in der folgenden Woche. Das Lied wurde digital am 30. August 2009 in Großbritannien. Am zweiten Tag nach der Veröffentlichung erreichte das Lied Platz eins der UK-iTunes-Charts. Am 6. September erreichte Run This Town Platz eins der UK Singles Charts und Jay-Z bekam seinen ersten Nummer-eins-Hit als Leadsänger und seinen vierten insgesamt. Er toppte zuvor die Charts zweimal mit Beyoncé mit Crazy in Love und Déjà Vu und seinen dritten gemeinsam mit Rihanna im Jahr 2007 mit Umbrella, welches sich zehn Wochen auf Platz eins halten konnte. Run This Town war der dritte Nummer-eins-Hit für Rihanna (nach Umbrella und Take a Bow) und der dritte für Kanye West, der vorher die Charts toppte mit Stronger und American Boy (gemeinsam mit Estelle). Das Lied war außerdem Rihanna's siebter Top-zwei-Hit. Das Lied verkaufte 62.000 in der Ersten Woche.
Das Lied erreichte am 14. September 2009 Platz 66 in Australien. In der zweiten Woche sprang das Lied auf Platz 25 und erreichte letztendlich Platz 10.
In Deutschland erreicht das Lied nur Platz 18, in Österreich nur Platz 29 und in der Schweiz die Top Ten mit Platz 9.
Run This Town hatte eine Chartplatzierung in insgesamt 15 Ländern plus den European Hot 100 Singles Charts. Es erreichte die Top Ten von elf von diesen.

### Chartplatzierungen
| ChartsChartplatzierungen       | Höchstplatzierung | Wochen |
| ------------------------------ | ----------------- | ------ |
| Deutschland (GfK)              | 18 (9 Wo.)        | 9      |
| Österreich (Ö3)                | 29 (11 Wo.)       | 11     |
| Schweiz (IFPI)                 | 29 (11 Wo.)       | 11     |
| Vereinigte Staaten (Billboard) | 2 (23 Wo.)        | 23     |
| Vereinigtes Königreich (OCC)   | 1 (12 Wo.)        | 12     |

| ChartsJahrescharts (2009)    | Platzierung |
| ---------------------------- | ----------- |
| Schweiz (IFPI)               | 84          |
| Vereinigtes Königreich (OCC) | 60          |

### Auszeichnungen für Musikverkäufe
| Land/Region                  | Auszeichnungen für Musikverkäufe (Land/Region, Auszeichnung, Verkäufe) | Verkäufe  |
| ---------------------------- | ---------------------------------------------------------------------- | --------- |
| Australien (ARIA)            | Platin                                                                 | 70.000    |
| Brasilien (PMB)              | Gold                                                                   | 30.000    |
| Dänemark (IFPI)              | Platin                                                                 | 90.000    |
| Deutschland (BVMI)           | Gold                                                                   | 150.000   |
| Italien (FIMI)               | Gold                                                                   | 50.000    |
| Neuseeland (RMNZ)            | 2× Platin                                                              | 60.000    |
| Vereinigte Staaten (RIAA)    | 6× Platin                                                              | 6.000.000 |
| Vereinigtes Königreich (BPI) | 2× Platin                                                              | 1.200.000 |
| Insgesamt                    | 3× Gold · 12× Platin ·                                                 | 7.620.000 |

Hauptartikel: Jay-Z/Auszeichnungen für Musikverkäufe

### Auszeichnungen für Musikstreaming
| Land/Region     | Auszeichnungen für Musikverkäufe (Land/Region, Auszeichnung, Verkäufe) | Verkäufe |
| --------------- | ---------------------------------------------------------------------- | -------- |
| Dänemark (IFPI) | Gold                                                                   | 900.000  |
| Insgesamt       | 1× Gold ·                                                              | 900.000  |

Hauptartikel: Jay-Z/Auszeichnungen für Musikverkäufe